# Morti nel 1105
| Questa pagina contiene informazioni ricavate automaticamente dalle voci biografiche con l'ausilio del template Bio e di un bot. L'aggiornamento è periodico e automatico e ricostruisce completamente la pagina. Se manca una persona in questa lista, sei pregato di non aggiungerla, ma accertati piuttosto che la sua voce biografica contenga il template Bio e che i dati anagrafici siano correttamente compilati. Se il template Bio manca, inseriscilo tu stesso o, in alternativa, metti l'avviso {{tmp\|Bio}} che ne segnala la mancanza. Se i dati riportati sono sbagliati, correggi direttamente la voce biografica; le modifiche saranno visibili in questa lista entro pochi giorni. Per chiarimenti vedi il progetto biografie. La lista contiene solo le 12 persone che sono citate nell'enciclopedia e per le quali è stato implementato correttamente il template Bio. Pagina aggiornata al 10 lug 2025. |

- 28 febbraio - Raimondo IV di Tolosa, cavaliere medievale francese
- 23 maggio - Elia, arcivescovo cattolico italiano
- 4 giugno - Federico I di Svevia, nobile tedesco
- 13 luglio - Rashi, rabbino e mistico francese (n. 1040)
- 3 agosto - Pietro di Anagni, vescovo cattolico e santo italiano
- 7 settembre - Giovanni da Lodi, vescovo italiano
- 28 settembre - Simone di Sicilia, politico normanno (n. 1093)
- 2 dicembre - Oderisio di Montecassino, cardinale e abate italiano
- Mahmud di Kashgar, lessicografo, filologo e linguista turco (n. 1008)
- Berkyaruq, sovrano (n. 1081)
- Ugo di Sabbioneta, nobile italiano
- Soqman ibn Artuq, condottiero turco